# Cratere Adad
Adad è un cratere sulla superficie di Ganimede.